# 옐 (밴드)
옐(Yelle)은 프랑스의 밴드이다.

## 멤버
역할 - 이름 - 본명
- 리드 보컬 - 옐(Yelle) - 쥘리 뷔데(Julie Budet)
- 드럼 - 그랑마니에(GrandMarnier) - 장프랑수아 페리에(Jean-François Perrier)
- 키보드 - 텝(Tepr) - 탕귀 데스타블(Tanguy Destable)

## 이력
옐과 그랑마니에는 2000년에 만나 친구가 된 뒤 프랑스 일렉트로팝 밴드를 만들고 싶어 2005년에 함께 작곡을 하기 시작했다. 영어 문장 "You Enjoy Life."의 머릿글자를 따서 YEL이라고 밴드 이름을 지었으나 벨기에의 밴드가 이미 그 이름을 사용하고 있었기 때문에 여성스러운 스펠링의 'Yelle'로 이름을 변경하였다.

## 디스코그라피

### 앨범
- Pop Up (2007년)
- Safari Disco Club (2011년)
- Complètement Fou (2014년)

### 싱글
- Je veux te voir (2006년)
- À cause des garçons (2007년)
- Parle à ma main (2007년)
- Ce jeu (2008년)
- Cooler couleur (2010년)
- Je veux te voir (2008년)
- Safari Disco Club (2011년)
- Que veux-tu (2011년)
- Comme Un Enfant (2011년)
- L'amour parfait (2013년)
- Bouquet final (2014년)
- Complètement fou (2014년)